# Ассоциация иностранных студентов истории
Международная ассоциация студентов-историков (International Students of History Association, ISHA) — международная неправительственная организация студентов-историков. Целью ISHA, базирующейся и действующей в основном в Европе, является облегчение общения и обеспечение платформы обмена для студентов, изучающих историю и смежные науки на международном уровне.
ISHA была основана в Будапеште в мае 1990 года по инициативе венгерских студентов-историков, которые после падения «железного занавеса» захотели наладить связи со своими коллегами в Западной Европе . В настоящее время членами ISHA являются более 25 секций в пятнадцати европейских странах, а также ряд наблюдателей и ассоциированных членов, а сама ISHA является ассоциированным членом Европейского союза студентов (ESU). Кроме того, ISHA тесно сотрудничает с рядом других академических сетей, среди которых Сеть обеспокоенных историков, Европейская сеть истории и EUROCLIO, Европейская ассоциация преподавателей истории.

## Деятельность
В течение учебного года различные секции-члены по очереди организуют несколько семинаров и ежегодную конференцию. Эти мероприятия обычно длятся от пяти до семи дней и проходят с участием от тридцати до пятидесяти (в случае ежегодной конференции до ста) студентов со всей Европы. Они включают в себя семинары, дискуссии, лекции и презентации на различные темы, а также предлагают культурную программу с посещениями и экскурсиями. Дополнительные досуговые и вечерние мероприятия призваны предоставить участникам более неформальные возможности встретиться друг с другом и тем самым расширить их межкультурное понимание.
Обычно в год проводится четыре конференции: новогодняя конференция, весенняя конференция, летняя конференция и ежегодная конференция, которая проходит осенью. На сайте есть список предыдущих конференций.
В 2009-10 годах ISHA приняла участие в проекте «Соединение Европы через историю — опыт и восприятие миграции в Европе» совместно с EUROCLIO и The Europaeum, организацией десяти ведущих европейских университетов.
В 2016—2017 годах ISHA приняла участие в финансируемом ЕС проекте «Изучение истории, которая „еще не история“» вместе с EUROCLIO и рядом других партнеров. Заключительное мероприятие (общественные дебаты) состоялось в только что открывшемся Доме европейской истории в Брюсселе.
В 2018 году ISHA объединилась с Международной ассоциацией студентов-физиков (IAPS) в серии конференций под названием HyPe (История и физический опыт), которые проходили в Болонье, Италия .

## Карнавал
С 1999 года ISHA издает собственный журнал Carnival, в котором студенты могут публиковать собственные статьи. Carnival — это ежегодное издание, в которое могут внести свой вклад все студенты, изучающие историю и смежные науки (не только члены ISHA). Статьи рецензируются группой аспирантов.

## Состав
ИSHA имеет список должностных лиц, которые избираются каждый год. В их состав входит Международный совет с президентом, одним или двумя вице-президентами, секретарем и казначеем. Помимо них, есть веб-мастер, архивариус (официальные архивы ISHA находятся в Левене, Бельгия) и главный редактор Carnival, а также ряд членов Совета. Должностные лица избираются Генеральной Ассамблеей, на которую каждая секция ISHA может направить делегата.